# Lou Taylor Pucci
Lou Taylor Pucci (Seaside Heights, Nueva Jersey; 27 de julio de 1985) es un actor estadounidense de cine y televisión.

## Primeros años y educación
Lou Taylor Pucci nació en Seaside Heights, Nueva Jersey, hijo de Linda Farver, una exmodelo y campeona de belleza (Miss Union County), y de Louis Pucci, guitarrista de bandas como The Watch y Leap of Faith. Tiene dos hermanos. A la edad de dos años se mudó con su familia a Keansburg, Nueva Jersey.
Se graduó en la Christian Brothers Academy de Lincroft, Nueva Jersey.

## Carrera
Actuó por primera vez a los diez años en Oliver!, una obra realizada en su ciudad. Solo dos años más tarde interpretó a Freidrich en la obra de Broadway de The Sound of Music. Su debut en el cine fue en Personal Velocity: Three Portraits (2002), de Rebecca Miller. Ha trabajado además en The Chumscrubber, Southland Tales, la miniserie Empire Falls y Thumbsucker, por la cual recibió el "Special Jury Prize" en el Festival de Cine de Sundance y el Oso de Plata en el Festival Internacional de Cine de Berlín en 2005. Además interpretó el personaje principal de St. Jimmy en el videoclip de la canción "Jesus of Suburbia", de Green Day.

## Filmografía
- Personal Velocity: Three Portraits (2002) - Kevin
- Thumbsucker (2005) - Justin Cobb
- The Chumscrubber (2005) - Lee
- Empire Falls (2005) (Miniserie) - John Voss
- Jesus of Suburbia, videoclip de Green Day (2005) - St. Jimmy
- Fifty Pills (2006) - Darren
- Law & Order: Criminal Intent - Joey Frost (serie; 1 episodio, 2006)
- Fast Food Nation (2006) - Gerald "Paco"
- Southland Tales (2006) - Martin Kefauver
- The Go-Getter (2007) - Mercer
- Explicit Ills (2008) - Jacob
- Fanboys (2008) - Boba Fett #1
- The Informers (2008) - Tim Price
- Horsemen (2009) - Alex Breslin
- The Answer Man (2009) - Kris Lucas
- Brief Interviews with Hideous Men (2009) - Evan / Subject #28
- Fault Line (2009)
- Carriers (2009) - Danny Green
- The School Rebel (2009) - Jake Watson
- Brotherhood (2010) - Kevin
- The Legend of Hell's Gate: An American Conspiracy (2010) - Kid Called Kelly
- The music never stopped (2011) - Gabriel Sawyer
- Girls (serie) (2012) - Eric (farmacéutico)
- The Story of Luke (2012) - Luke
- The Evil Dead  (2013) - Eric
- Spring  (2014) - Evan Russell
- You (serie) (2018) - Benjamin "Benji" Ashby III
- American Horror Story: 1984 (serie) (2019) - Jonas Shevoore
- Ex-Husbands (2023) - Aaron[2]